# Gunnemar Carlstedt
Carl Gunnemar Carlstedt, född 26 november 1922 i Falkenbergs församling, Hallands län, död 6 juni 2015 i Dalabergs församling, Västra Götalands län, var en svensk kyrkomusiker och körledare.

## Biografi
Gunnemar Carlstedt föddes 1922 i Falkenberg. Han var son till köpmannen Carl Anders Carlstedt och Elsa Linderholm. Carlstedt avlade 1938 realexamen i Kinna, 1945 högre organistexamen och högre kantorsexamen vid KMH och 1947 musiklärarexamen. Han blev 1947 organist i Vimmerby stadsförsamling, 1952 organist i Falkenbergs församling och 1960 organist i Uddevalla församling.
Carlstedt medverkade ett flertal gånger i Sveriges Radio som orgelsolist. Han var även medlem i Frimurarorden.

### Familj
Carlstedt gifte sig 1947 med Ingrid Tärnström (född 1921). De fick tillsammans barnen Anders Carlstedt och Anna Carlstedt.

## Kompositioner
- Evangeliespråk för kyrkoårets högtider och helgdagar 1 Advent - Trettondedagstiden (Gummeson, 1963).[5]
  - Se, denne är satt till fall eller upprättelse.
  - Jesus uppenbarade sin härlighet.

- Evangeliespråk för kyrkoårets högtider och helgdagar 4 Trefaldighetsstiden (Gummeson, 1964).[6]
  - Icke kommer var och en in i himmelriket.

- Två gammaltestamentliga sånger (Noteria, 1997).[7]
  - Jubla och gläd dig.
  - Som fågeln breder ut sina vingar.

- Ur djupen ropar jag (Noteria).
- Evangeliemotett för tacksägelsedagen (Noteria).

## Diskografi
- 1966 – Requiem, tillsammans med Uddevalla oratoriekör, Uddevalla kyrkoorkester, Marika Lundqvist, Inga-Lena Sörensson, Harry Lénberg och John Fleming.
- 1978 – Körmusik från fem sekler (Liphone), tillsammans med S:t Mikaelskören i Uddevalla och Uddevalla kyrkas ungdomskör.

## Priser och utmärkelser
- 1978 – Aulénpriset